# 오형 (형벌)
오형(五刑)은 현대 이전의 중국 왕조의 법률 체계에 의해 할당된 일련의 육체적 형벌들을 총체적으로 부르는 이름이다. 시간이 흐름에 따라 오형의 본성은 다양하였다. 전한 문제(기원전 180~157년) 이전까지는 문신, 코 자르기, 한 발 또는 두 발의 절단, 거세, 사망이 수반되었다. 수나라, 당나라(581~907년) 시기에 이 형벌들은 징역, 유배, 사망, 태형으로 변화되었다. 오형이 중국 왕조의 형벌 체계의 중요한 부분이었으나, 이것들이 수행된 처벌의 유일한 방식은 아니었다.